# Jerzmanki
Jerzmanki (deutsch: Hermsdorf) ist eine Ortschaft in der polnischen Oberlausitz im Powiat Zgorzelecki in der Woiwodschaft Niederschlesien. Sie befindet sich circa drei Kilometer östlich der Stadt Zgorzelec, zu deren gleichnamigen Gemeinde sie auch gehört.

## Geschichte

### Mittelalter und preußische Zeit
Die Kirche Kirche zum Heiligen Franz von Assisi (bis 1945: Laurentiuskirche) geht vermutlich auf die Mitte des 13. Jahrhunderts zurück und wurde 1346 zur Pfarrkirche ernannt.
Hermsdorf litt schwer unter den 1426 durchziehenden Hussiten und der zwischen 1463 und 1464 wütenden Pest. Dem Dreißigjährigen Krieg fielen 200 Bewohner zum Opfer. Während der Befreiungskriege gegen Napoleon errichteten am 8. September 1813 Blücher und Sacken in Hermsdorf ihr Hauptquartier. Unweit in der Ortschaft Schönbrunn lagerte ein französisches Armeekorps.
Durch neue Siedlungen in Richtung Langen Berg und Jäckelsberg wuchs Hermsdorf immer enger mit der Stadt Görlitz zusammen.

### Das polnische Dorf
Nach dem Ende des Zweiten Weltkrieges kam der östlich der Lausitzer Neiße gelegene Teil der Oberlausitz zu Polen und somit auch Hermsdorf. Hermsdorf wurde in Jerzmanki umbenannt. Jerzmanki besitzt heute noch einen eigenen Ortsvorsteher und ein Gymnasium, das aus der 1885 gebauten Volksschule hervorging. Seit dem Jahr 2001 besuchen jährlich circa 250 Schüler der siebten bis neunten Klassen die Schule. Die zahlreichen Teiche im Dorf werden vorwiegend zur Fischaufzucht genutzt.

## Sehenswürdigkeiten
Unter Denkmalschutz stehen heute:
- Die Pfarrkirche des Heiligen Franz von Assisi (kościół pw. św. Franciszka z Asyżu) aus Basaltblöcken in der zweiten Hälfte des 13. Jahrhunderts erbaut, im frühen 16. Jahrhundert umgebaut. Von 1532 an wurde die Kirche bis zum Ende des Zweiten Weltkrieges von evangelischen Christen genutzt. Im Inneren ist ein manieristischer Hauptaltar aus Holz aus dem Jahr 1617, eine manieristische Kanzel, ein spätgotisches Sakramentshaus sowie eine Christusfigur. Dazu kommt ein neugotischer Orgelprospekt.[5] Im 16. Jahrhundert erhielt die Kirche einen ungewöhnlichen Abschluss von Osten her in Form einer vierseitigen Apsis und eines eckigen Turms, der sich zwischen dem Kirchenschiff und dem Presbyterium erhob.
- Der Schlosspark, aus dem 18. Jahrhundert; das von Emil Gall, dem Besitzer des Anwesens in den Jahren 1887–1894, im neugotischen Stil erbaute örtliche Schloss ist nicht mehr erhalten. Der Gutspark wurde 1866 auf Initiative des Vorbesitzers, Kammerherr von Erdmansdorff, angelegt. Der Park wurde von Carl Eduard Adolph Petzold entworfen, der als Schöpfer zahlreicher Parkkompositionen bekannt ist, darunter in Kliczków, Chojnów und Legnica.

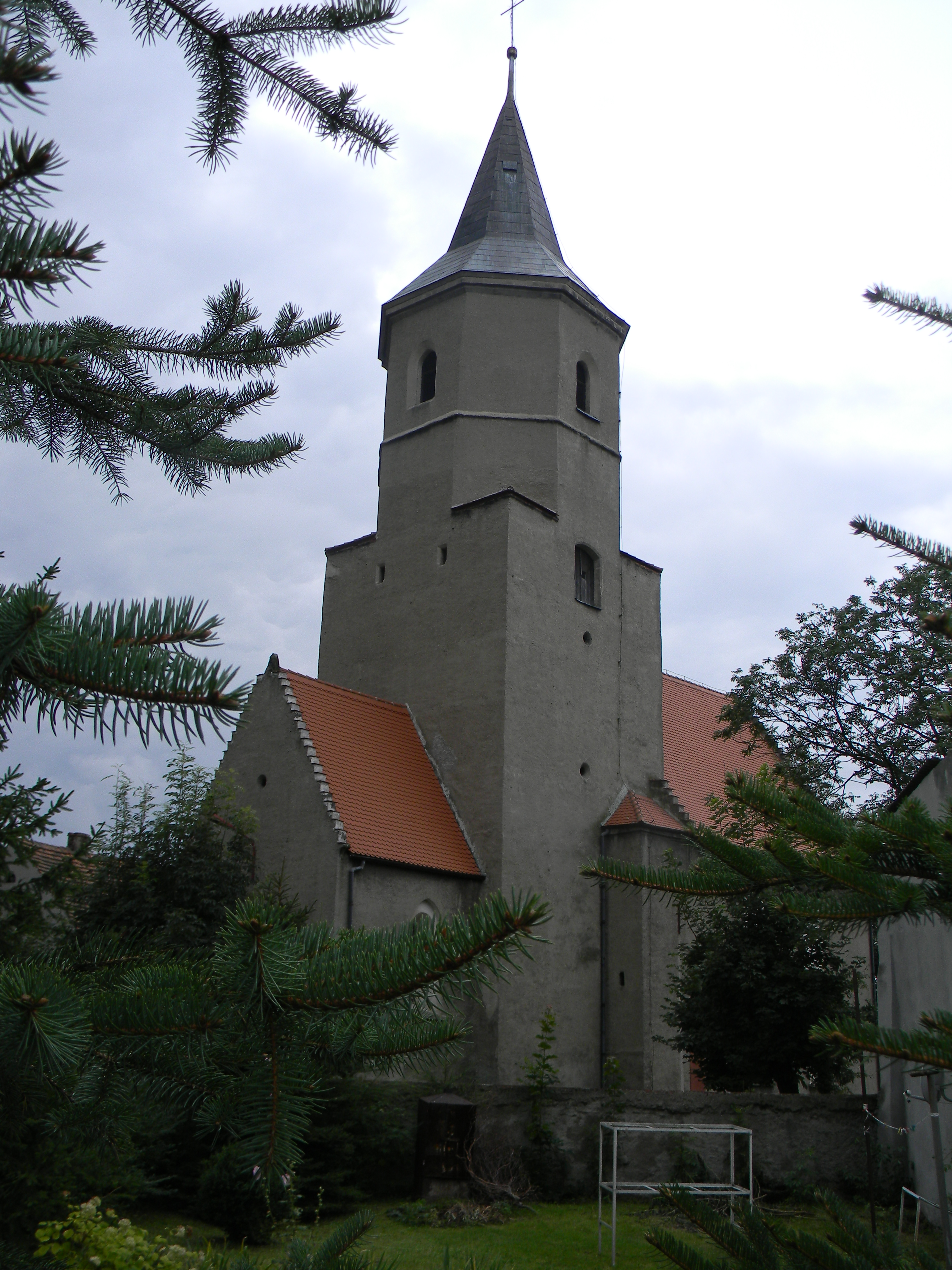
Kirche zum Heiligen Franz von Assisi
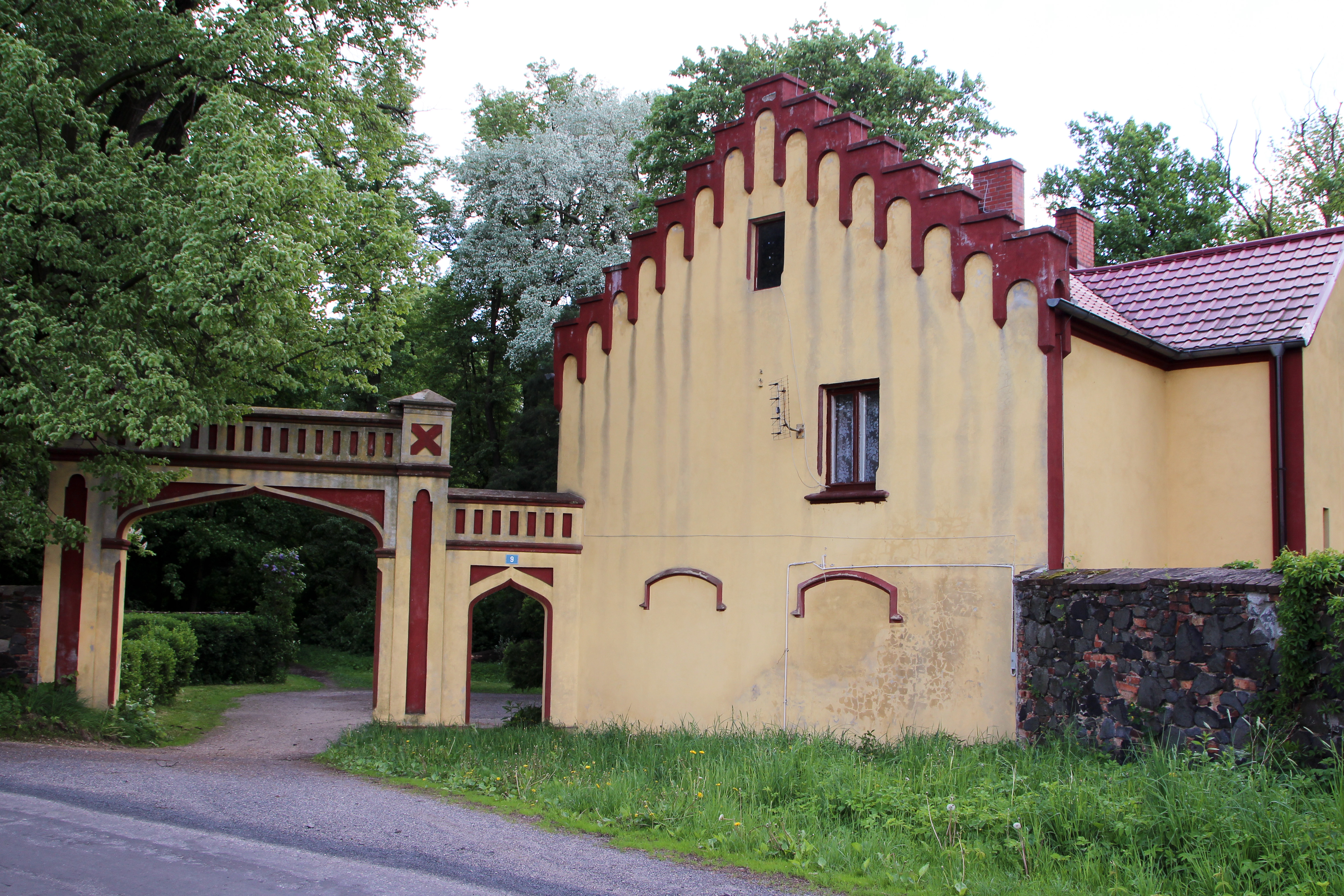
Eingang zum Schlosspark
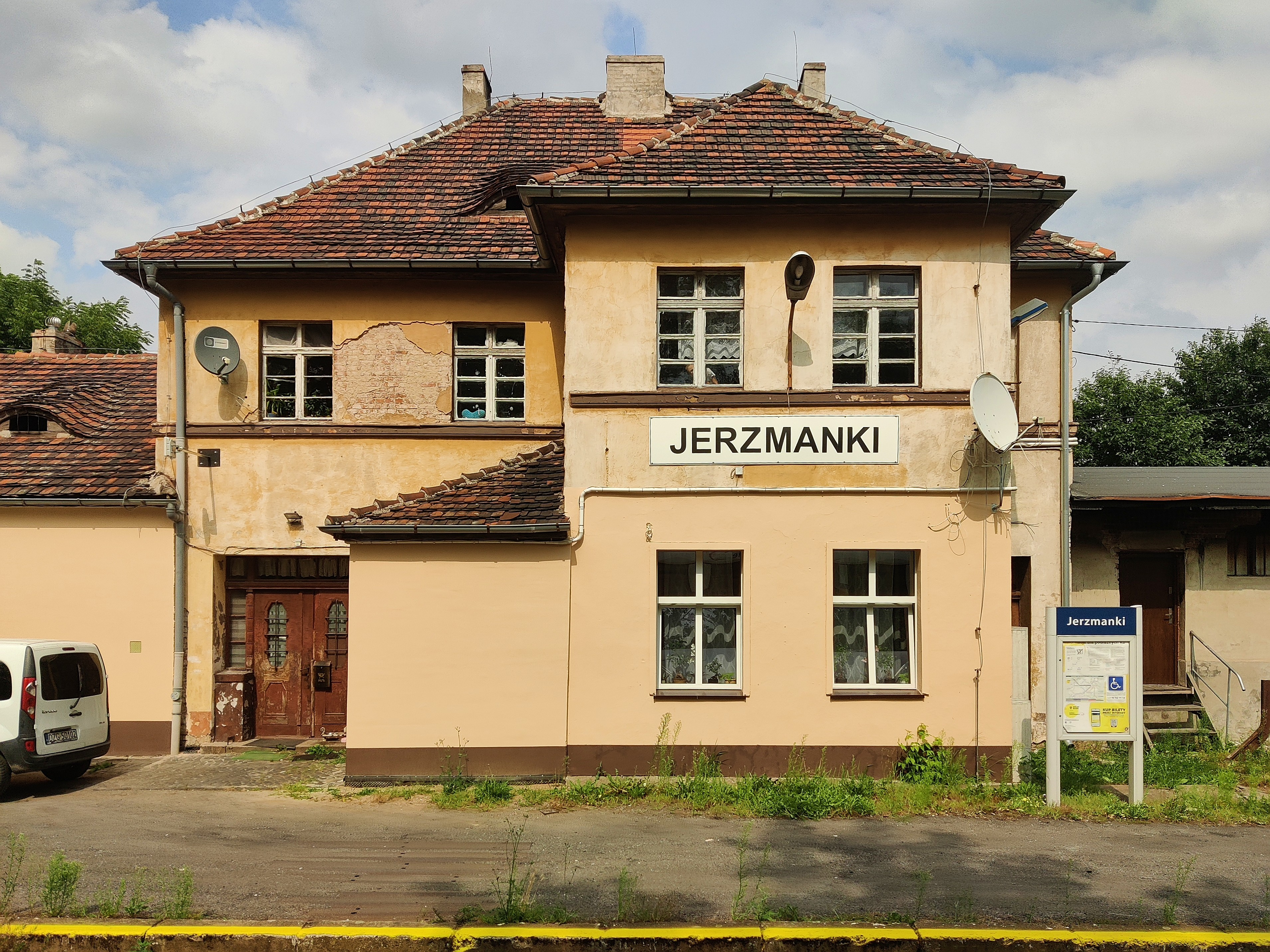
Der Bahnhof (2022)

## Bahnanschluss
Seit 1865 fährt die Schlesische Gebirgsbahn an dem Ort vorbei, anfangs ohne Halt. Doch bis 1880 muss ein Haltepunkt eingerichtet worden sein, da in den Fahrplänen von 1880 der Halt Hermsdorf (b Görlitz) auftaucht. Das einst eingeschossige Fachwerkdienstgebäude mit angeschlossener Wartehalle wich nach dem zweigleisigen Ausbau der Strecke einem stattlichen Bahnhofsgebäude mit zwei Bahnsteigen.
Bis zu Beginn des Ersten Weltkrieges zählte der Bahnhof bereits vier Durchfahrtsgleise und an jedem Bahnhofskopf ein Stellwerk für die insgesamt sechs Weichen, darunter zwei Doppelkreuzungsweichen. Am Weg zwischen Schönbrunn und Hermsdorf entstand für die Bahnbediensteten ein zweistöckiges Beamtenwohnhaus.
Nach dem Zweiten Weltkrieg wurde 1946 das zweite Streckengleis demontiert und der 1923 errichtete elektrische Fahrdraht auf der Strecke wurde ebenso abgebaut. Im Jahr 2008 waren im Bahnhofsbereich jedoch noch vier parallele Bahnhofsgleise vorhanden, die durch fünf einfache und eine Doppelkreuzungsweiche miteinander verbunden waren. Die beiden Stellwerke waren 2008 noch für die Bedienung der Weichen und Signale besetzt. Das Empfangsgebäude und das ehemalige Beamtenwohnhaus dienen mittlerweile als Wohnhäuser. Seit 11. Dezember 2011 verkehren auf der Bahnstrecke zwischen Zgorzelec und Lubań wieder fünf Personenzüge auf der Relation Jelenia Góra–Lubań Śląski–Jerzmanki–Zgorzelec.

## Persönlichkeiten
- Carl Adolph Gottlob von Schachmann (1725–1789), Naturforscher, Maler und Numismatiker
- Wendel Roskopf (zwischen 1485 und 1490–1549), Ratswerkmeister in Görlitz und Landbaumeister